# Assédio de Breda (1625)
O cerco (Ou assédio) de Breda de 1624 a 1625 ocorreu durante a Guerra dos Oitenta Anos. O cerco aconteceu em Breda, uma cidade fortificada holandesa, que acabou sob o controle do exército da Flandres. 
Seguindo as ordens de Ambrogio Spinola, o exército de Filipe IV sitiou Breda em agosto de 1624. O cerco foi contrário aos desejos do governo de Filipe IV, devido aos encargos já excessivos das guerras simultâneas dos oitenta e trinta anos. A cidade estrategicamente localizada foi fortemente fortificada e fortemente defendida por uma guarnição grande e bem preparada de 7.000 homens, que os holandeses estavam confiantes de que aguentariam o tempo suficiente para derrubar os sitiantes enquanto aguardavam uma força de socorro para interromper o cerco. Apesar da oposição do governo espanhol a grandes cercos nos Países Baixos e dos obstáculos que enfrentam qualquer ataque a uma cidade tão fortemente fortificada e defendida, Spinola lançou sua campanha em Breda, bloqueando rapidamente as defesas da cidade e expulsando um exército de ajuda holandês sob a liderança de Maurício de Nassau, que tentara interromper o acesso do exército espanhol a suprimentos. Em fevereiro de 1625, uma segunda força de socorro, composta por 7.000 soldados ingleses sob a liderança de Horace Vere e Ernst von Mansfeld, também foi expulsa por Spinola. Depois de um oneroso onze meses, Justin de Nassau rendeu Breda em 2 de junho de 1625. Apenas 3.500 holandeses  e menos de 600 ingleses sobreviveram ao cerco.  
O cerco de Breda é considerado o maior sucesso de Spinola e uma das últimas grandes vitórias da Espanha na Guerra dos Oitenta Anos. O cerco fazia parte de um plano para isolar a República de seu interior e coordenado com a guerra naval de Olivares liderada pelos Corsários, para sufocar economicamente a República Holandesa. Embora as lutas políticas dificultassem a liberdade de movimento de Spinola, os esforços da Espanha na Holanda continuaram depois. O cerco de 1624 chamou a atenção dos príncipes europeus e, junto com outras batalhas vitoriosas como a Batalha de Montanha Branca (1620), foi recuperada a formidável reputação que mantinha o exército espanhol ao longo do século anterior. 
Nos últimos estágios das guerras combinadas dos Oitenta e Trinta Anos, que haviam sobrecarregado bastante os recursos espanhóis, Breda foi perdida para os holandeses sob o comando de Frederico Henrique após um cerco de quatro meses. No Tratado de Vestfália em 1648, que encerrou as guerras dos Trinta e Oitenta Anos, Breda foi cedida à República Holandesa.

## Razões
Havia vários motivos para o cerco de Spinola a Breda. Como os holandeses usavam regularmente a cidade como base para invadir o Brabante Espanhol, as partes de Brabante sob o domínio real estariam melhor protegidas se a cidade fosse conquistada. Além disso, cidades vizinhas ocupadas pelos Estados, como Bergen op Zoom, seriam mais fáceis de conquistar com uma base em Breda. 
Em 1590, Breda foi capturada dos espanhóis usando o estratagema com o barco de turfa.  A conquista de uma cidade bem defendida como Breda apagaria essa desgraça. Mais importante, Spinola sentiu pessoalmente que o fracasso do cerco de Bergen-op-Zoom (1622) foi uma mancha em sua reputação.   
Além disso, a Espanha queria ter uma posição forte em possíveis negociações de paz. A conquista de Breda permitiria à Espanha apresentar demandas mais fortes em relação à liberdade religiosa dos católicos na República.

## Localização

### Breda
Breda era uma das cidades mais fortes na defesa da República entre os Estados da Holanda e Brabante real. A cidade estava estrategicamente localizada em um rio navegável, Mark, e próximo a várias estradas.  
Henrique III de Nassau, senhor de Breda de 1509 a 1538, fora encarregado por Carlos V de viajar pela Europa. Na Itália, ele entrou em contato com as defesas modernas. Assim, em 1531, ele inspirou a construção dos muros do estilo medieval de Breda. Estes foram posteriormente substituídos por fortificações modernas.  Em 1587 e 1622, as defesas foram ampliadas e atualizadas. 
A fortaleza de Breda consistia em uma via de terra muito alta, com 15 bastiões e um fosso.  O acesso à cidade foi possibilitado por quatro portões de tijolos. Ravelins crescentes foram aplicados nas valas. O muro de estacas foi construído para complicar o ataque de cavaleiros e soldados de infantaria e simultaneamente impedir a deserção.  As fortificações estavam em excelentes condições e serviram como um exemplo de arte de fortificação. 
Ao redor de Breda, as florestas constituíam um obstáculo para a cavalaria e a artilharia de qualquer exército sitiante, e o alto nível da água do rio representava desafios para atacar a infantaria. Os rios Mark e outros córregos também atrapalharam os sitiantes. Usando uma eclusa de inundação perto do portão Ginnekense, a área ao sul de Breda poderia ser colocada debaixo d'água se aberta. 
Como os Estados da Holanda e Frísia Ocidental sabiam que o exército espanhol poderia tentar conquistar Breda, eles deixaram a cidade com comida, suprimentos e armas suficientes para um cerco de oito meses. O conselho da cidade se recusou a armazenar mais comida do que o necessário para um cerco de nove meses. Ninguém sabia que táticas o exército espanhol aplicaria. Portanto, a possibilidade de um ataque direto também foi considerada. Para evitar isso, um exército do Estado estava estacionado perto de Breda, com o objetivo de interromper qualquer ataque direto à cidade. 

### Guarnição de Breda
A guarnição em Breda consistia em 17 companhias em tempos de paz, cada uma delas composta por 65 homens e 5 esquadrões de cavalaria de 70 cavaleiros cada. Quando era provável que a cidade fosse sitiada, os esquadrões foram suplementados por outros 30 cavaleiros cada; a infantaria foi complementada com 28 companhias de 135 homens. Para economizar comida, três esquadrões foram enviados a Geertruidenberg pouco antes de um cerco. O castelo abrigava aproximadamente 100 civis dos 5.200 soldados. Os habitantes masculinos de Breda entre 20 e 70 anos, cerca de 1.800 homens, estavam armados para apoiar os soldados. 
O governador da cidade era Justino de Nassau, filho ilegítimo de Guilherme I, príncipe de Orange. Seu vice era Dyrcx Cornelis van Oosterhout, mas seu papel foi insignificante durante o cerco. 
Além dos soldados, outros ficaram na cidade. Cidadãos comuns, agricultores, cônjuges e filhos de soldados vieram à cidade em busca de proteção contra o exército espanhol. As esposas dos soldados eram responsáveis por cozinhar e lavar os soldados e cuidar dos doentes e feridos. O número total de habitantes da cidade é estimado em 13.111. Acredita-se que tenham sido alojados em cerca de 1.200 casas. 

### Exército Espanhol
Dados conflitantes e incompletos não permitem um cálculo preciso do tamanho do exército espanhol. Em 30 de setembro, o número provavelmente era de cerca de 40.000 soldados e, em 2 de maio de 1625, aproximadamente 80.000 soldados. 25.000 foram acampados ao longo do corredor de abastecimento, outros 25.000 homens foram usados para a contenção da cidade e 30.000 serviram como reservas gerais. 
De acordo com o texto no mapa de Blaeu, “[era] um exército tão grande, como nunca havia sido visto na Holanda em memória viva”.
| Por cento | Nacionalidade                          | Função     |
| --------- | -------------------------------------- | ---------- |
| 38%       | Holandeses dos países baixos espanhóis | Infantaria |
| 24%       | Alemães                                | Infantaria |
| 10%       | Italianos                              | Infantaria |
| 9%        | Espanhóis                              | Cavaleiros |
| 9%        | Espanhóis                              | Infantaria |
| 5%        | Franceses                              | Infantaria |
| 5%        | Britânicos e Irlandeses                | Infantaria |

A composição do exército espanhol era diversa, como mostrado na tabela acima. O exército consistia principalmente de infantaria, com um pequeno número de cavaleiros. Os membros da infantaria estavam equipados com rapieiras e    piques, além dos mosquetes; os membros da cavalaria estavam equipados com uma lança e duas pistolas, ou um mosquete e duas pistolas.  
No corredor de suprimentos, os soldados de infantaria destacaram-se para proteger os comboios. A cavalaria era mais móvel que a infantaria e, portanto, era usada principalmente para inspecionar a área e proteger comboios. 
Os canhões podiam disparar 10 tiros por hora e eram operados por artilheiros. O número exato de artilharia espanhola não é conhecido com precisão, mas havia certamente mais de 30.  Sapadores estavam envolvidos na construção de pontes, manutenção de estradas e outras atividades. 
O comandante do exército espanhol era Ambrogio Spinola, conhecido estrategista militar da Itália. Seus representantes eram os comandantes do regimento Hendrik, o conde van den Bergh, que também era comandante do corredor de suprimentos, e João VIII, conde de Nassau-Siegen. Spinola era o comandante das forças de reserva até 31 de outubro, quando foi sucedido por Carlos Coloma. 
Por causa da vastidão de Breda, Spinola teve suas tropas divididas em quatro compartimentos. Os quatro sujeitos com comandantes foram:
1. Ginneken, no sul, sob o comando do espanhol Francisco Medina
2. Teteringen, no leste, sob o comando do Claude Rye da Borgonha, barão de Balacon
3. Cartago no oeste, sob o comando do alemão Ernst, conde de Isenburg
4. Terheijden, no norte, dividido em dois setores: Hartel Bergen, sob o comando de Paolo Baglione e Terheijden, sob o comando de Carlo Roma, ambos italianos.